# Athlītikī Enōsī Lemesou
L'Athlītikī Enōsī Lemesou (in greco: Αθλητική Ένωση Λεμεσού), comunemente conosciuto come AEL Limassol, è una società polisportiva cipriota con sede nella città di Limassol.
Tra i club più blasonati del paese, è ai vertici anche nelle sezioni di pallacanestro (Proteas EKA AEL) e pallavolo (Tranbunker Danoi AEL).

## Storia
Esclusa una retrocessione, avvenuta nel 1995-96 e seguita da una pronta risalita in massima serie, la squadra, nata nel 1930, è sempre stata ai vertici del calcio cipriota, risultando tra i fondatori della federazione.
Ha vinto 6 campionati ciprioti, 7 coppe nazionali (oltre ad 8 finali perse) e 4 supercoppe nazionali, concentrate soprattutto negli anni '50 e '60 del XX secolo le prime tre mentre l'ultima è stata vinta a maggio 2015.
Vanta numerose partecipazioni alle coppe europee, tutte concluse nei primi turni.
Il 12 maggio 2012 l'AEL vince per la 6ª volta il campionato cipriota a distanza di 44 anni grazie ai 2 punti di vantaggio sull'APOEL e sull'Omonia Nicosia.

### La prima volta in Champions
Nel luglio 2012, partecipa alla sua prima Champions League, partendo dal secondo turno. Elimina i nord-irlandesi del Linfield, vincendo per tre a zero la gara di andata in terra cipriota e pareggiando zero a zero al ritorno. Nel terzo turno trova i campioni serbi del Partizan Belgrado, riuscendo a vincere sia a Limassol per una rete a zero che a Belgrado con lo stesso punteggio. Arrivati ai play-off l'AEL vince la gara di andata con i belgi dell'Anderlecht per due a uno, ma poi perde a Bruxelles e retrocede in UEFA Europa League.

### La seconda volta in Champions
Nel terzo turno preliminare l'AEL vince clamorosamente la gara di andata con i russi dello Zenit San Pietroburgo per uno a zero con gol di Łukasz Gikiewicz, ma al ritorno perde 3-0 e retrocede in UEFA Europa League.

## Allenatori e presidenti

### Allenatori
- 1930-1932 –  Dimitris Tsiepis
- 1932-1946 –  Argiris Gavalas
- 1946-1948 –  Costas Vasiliou
- 1948-1956 –  Argiris Gavalas
- Spiros Elia
- Ferdinard Ceplar
- Christos Christodoulou
- Ulhen Fitz
- Georgios Eisaggeleas
- Costas Pambou "Mavrokolos"
- 1962-1963:  Nicolae Simatoc
- Hanz Reindreich
- Stefan Tourbeik
- Moustakas
- Julius Reiner
- Loizos Pantelidis
- Apostol Chachevski
- Panikos Chrystallis
- Chemely Tomov
- Peter McParland
- 1984-1986:  František Havránek
- 1987-1988:  Vladimir Svets
- 1988-1989:  Dušan Uhrin
- Ntounai
- 1990-1992:  František Cipro
- 1992-1993:  Anatolij Byšovec
- Stanislav Sankovic

- Tomislav Kaloperović
- Andreas Kissonergis
- Diethelm Ferner
- Keiza Farkas
- Panikos Orphanides
- Kalman Missi
- 2000-2000:  Loizos Mavroudis
- 2000-2002:  Andreas Michaelides
- 2002-2003:  Ioannis Matzourakis
- 2003:  Loizos Mauroudis
- 2003-2004:  Henk Houwaart
- 2004-2005:  Oleg Protasov
- 2005-2005:  Loizos Mauroudis
- 2005-2006:  Bojan Prašnikar
- 2006-2007:  Loizos Mauroudis
- 2007-2007:  Eli Guttman
- 2007-2008:  Mariano Barreto
- 2008:  Andreas Michaelides
- 2009:  Nir Klinger
- 2009:  Pambos Christodoulou
- gen.-set. 2010:  Dušan Uhrin Jr.
- 2012-2013:  Jorge Costa
- 2013:  Lito Vidigal
- 2013:  Ivajlo Petev
- 2014:  Christakīs Christoforou
- 2015:  Makis Chavos
- 2016-2017:  Pambos Christodoulou

- 2017-2018:  Bruno Baltazar
- 2018-2021:  Dušan Kerkez
- 2021-2022:  Savvas Pantelidis (8 Dec 2021 – 20 May 2022)
- 2022:  Silas (21 May 2022 – 17 Sep 2022)
- 2022-2023:  Cedomir Janevski (17 Sep 2022 – 14 Apr 2023)
- 2023:  Christos Charalabous (14 Apr 2023 – 10 Oct 2023)
- 2023-2024:  Toni Koskela (15 Oct 2023 – 22 Jan 2024)
- 204:  Alexis Garpozis (22 Jan 2024 – 15 May 2024)
- 2024:  Chris Coleman (25 May 2024 – 27 Nov 2024)
- 2024-2025:  Marinos Satsias (27 Nov 2024 – 24 Jan 2025)
- 2025:  Marios Nicolaou (26 Jan 2025 – 26 May 2025)
- 2025- :  Paolo Tramezzani (2 Jun 2025 –)

### Presidenti
- 1930-1932: Stavros Pittas
- 1932-1934: Crito Tornaritis
- 1934-1953: Yiangos Limanititis
- 1953-1971: Nikos Solomonides
- 1971-1976: Nikos Kountas
- 1976-1982: George Tornaritis
- 1982-1996: Loris Lysioti

- 1996-2002: Dimitris Solomonides
- 2002-2003: George Frantzis
- 2003-2005: Akis Ellenas
- 2005-2006: Agis Agapiou
- 2006-2008: Marios Herodotus
- 2008-:  Andreas Sofokleous

## Palmarès

### Competizioni nazionali
- Campionato cipriota: 6

1940-1941, 1952-1953, 1954-1955, 1955-1956, 1967-1968, 2011-2012
- Coppa di Cipro: 7

1938-1939, 1939-1940, 1947-1948, 1984-1985, 1986-1987, 1988-1989, 2018-2019
- Supercoppa di Cipro: 4

1953, 1968, 1985, 2015

### Altri piazzamenti
- Campionato cipriota:

Secondo posto: 1947-1948
Terzo posto: 1938-1939, 1944-1945, 1964-1965, 1973-1974, 2000-2001, 2001-2002, 2020-2021
- Coppa di Cipro:

Finalista: 1937-1938, 1940-1941, 1958-1959, 1978-1979, 1987-1988, 2008-2009, 2011-2012, 2012-2013, 2014-2015, 2022-2023
Semifinalista: 1944-1945, 1948-1949, 1951-1952, 1952-1953, 1954-1955, 1961-1962, 1963-1964, 1979-1980, 1990-1991, 1999-2000, 2002-2003, 2003-2004, 2009-2010, 2019-2020, 2020-2021
- Supercoppa di Cipro:

Finalista: 1955, 1987, 1989, 2012, 2019

## Statistiche e record

### Statistiche nelle competizioni UEFA
Tabella aggiornata alla fine della stagione 2017-2018.
| Competizione                  | Partecipazioni | G  | V | N | P | RF | RS |
| ----------------------------- | -------------- | -- | - | - | - | -- | -- |
| UEFA Champions League         | 2              | 8  | 4 | 1 | 3 | 7  | 15 |
| Coppa delle Coppe             | 3              | 6  | 1 | 1 | 4 | 4  | 15 |
| Coppa UEFA/UEFA Europa League | 3              | 10 | 5 | 1 | 4 | 17 | 13 |

## Organico

### Rosa 2024-2025
| N. |                        | Ruolo | Calciatore            |
| -- | ---------------------- | ----- | --------------------- |
| 1  | Portogallo (bandiera)  | P     | Victor Braga          |
| 2  | Cipro (bandiera)       | P     | Christoforos Frantzis |
| 7  | Cipro (bandiera)       | C     | Evangelos Andreou     |
| 8  | Cipro (bandiera)       | C     | Vasilios Papafotis    |
| 16 | Portogallo (bandiera)  | P     | Miguel Oliveira       |
| 21 | Inghilterra (bandiera) | C     | George Marsh          |
| 22 | Cipro (bandiera)       | A     | Evdoras Silvestros    |
| 26 | Cipro (bandiera)       | D     | Andreas Panagiōtou    |
| 32 | Cipro (bandiera)       | P     | Michalis Kyriakou     |
| 33 | Cipro (bandiera)       | C     | Antreas Makrīs        |

| N. |                    | Ruolo | Calciatore                  |
| -- | ------------------ | ----- | --------------------------- |
| 34 | Cipro (bandiera)   | C     | Michalis Kolias             |
| 46 | Cipro (bandiera)   | C     | Leontios Zacharia           |
| 49 | Cipro (bandiera)   | D     | Kypros Neofytou             |
| 66 | Brasile (bandiera) | C     | Djalma Silva                |
| 73 | Cipro (bandiera)   | A     | Themistoklis Themistokleous |
| 75 | Cipro (bandiera)   | D     | Christos Sergiou            |
| 80 | Italia (bandiera)  | C     | Vittorio Continella         |
|    | Camerun (bandiera) | C     | Fabrice Kah                 |
|    | Cipro (bandiera)   | C     | Giannis Gerolemou           |
|    | Cipro (bandiera)   | A     | Panagiōtīs Zachariou        |